# Vena Festival
Vena Festival – festiwal muzyczny dla amatorów i profesjonalistów odbywający się w Łodzi.
Pierwsza edycja konkursu odbyła się w 2005 roku. Główna nagroda to 100 tys. zł. Międzynarodowe jury głosuje przez internet na konkretny utwór, nie znając jego wykonawców - ocenie podlega tylko wartość muzyki. Członkowie jury nie znają się i nie mogą wymieniać między sobą informacji. 
Organizatorem festiwalu jest Fundacja Kultury i Sportu Vena, której celem statutowym jest wspieranie młodych talentów i działalność wydawniczo-koncertowa. 